# Charles Cecil Pollock

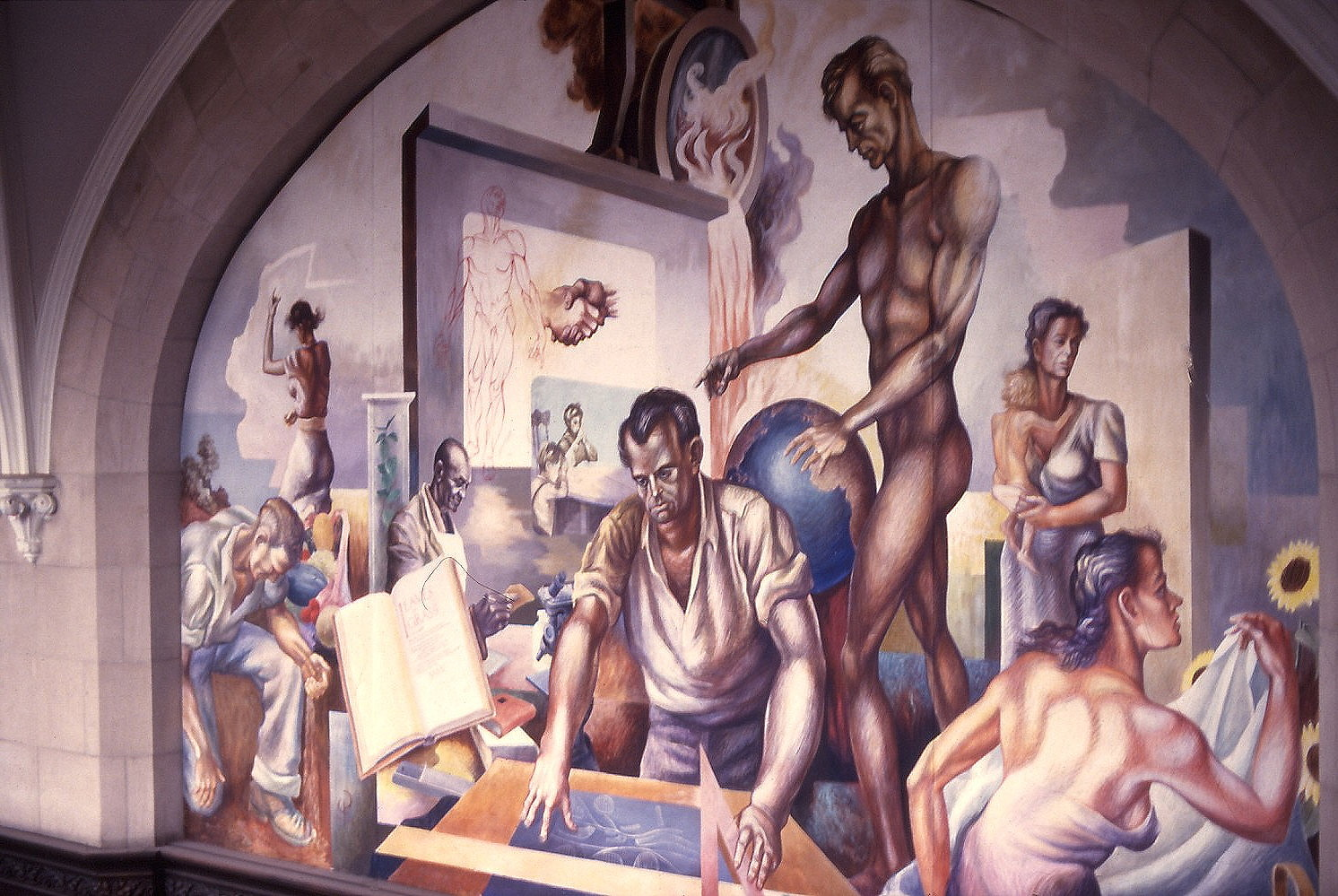
Charles Pollock: The Modern Man I Sing, 1943. Michigan State University

Charles Cecil Pollock (* 25. Dezember 1902 in Denver, Colorado, USA; † 8. Mai 1988 in Paris) war ein US-amerikanischer Maler und der älteste Bruder des Künstlers Jackson Pollock.

## Leben
Charles Pollock war der älteste von fünf Brüdern. Er zog 1926 nach New York, um Malerei zu studieren, und überredete 1930 seinen Bruder Jackson, ihm dorthin zu folgen. 1935 arbeitete er für die Resettlement Administration in Washington und zwei Jahre später als politischer Karikaturist für die Zeitung der United Automobile Workers in Detroit. Von 1938 bis 1942 leitete er die Abteilung für Wandmalerei und Grafik des Federal Art Project der Works Progress Administration (WPA) in Michigan. 1942 wurde er an die Fakultät der Kunstabteilung der Michigan State University berufen, wo er zwei Jahrzehnte lang unterrichtete.

## Werk
Charles Pollocks künstlerische Laufbahn lässt sich in zwei Phasen einteilen. Bis Mitte der 1940er Jahre war er dem Stil des Sozialrealismus verpflichtet und studierte bei Thomas Hart Benton an der Art Students League of New York. Beeinflusst von der mexikanischen Muralismo-Bewegung, insbesondere von Diego Rivera und José Clemente Orozco, arbeitete er in den 1930er Jahren für die Resettlement Administration und betreute Wandmalereiprojekte im Mittleren Westen und Süden der USA. In den 1940er Jahren wandte er sich der abstrakten Malerei zu, insbesondere dem Color Field Painting. Sein Stil zeichnet sich durch eine ruhige und organisierte Herangehensweise aus, im Gegensatz zum Drip Painting seines Bruders Jackson Pollock.
Drei seiner Wandbilder aus den frühen 1940er Jahren sind im Foyer des Fairchild Theatre der Michigan State University zu sehen. Eine Sammlung seiner späteren abstrakten Werke befindet sich in Paris, wo Pollock 1988 starb. Auch das Smithsonian American Art Museum besitzt zahlreiche Werke von Charles Pollock. 